# Rick Lazio
Enrico Anthony Lazio, detto Rick (Amityville, 13 marzo 1958), è un politico e avvocato statunitense, membro della Camera dei Rappresentanti per lo stato di New York dal 1993 al 2001.

## Biografia
Nato in una famiglia italoamericana nella Contea di Suffolk, Lazio si laureò in legge ed esercitò la professione di avvocato prima di entrare in politica. Nel 1992 si candidò alla Camera dei Rappresentanti come membro del Partito Repubblicano e sconfisse il deputato democratico in carica Thomas Downey. Negli anni successivi gli elettori lo riconfermarono per altri tre mandati, finché nel 2000 annunciò la sua candidatura al Senato. Lazio riuscì ad aggiudicarsi le primarie repubblicane, ma nelle elezioni generali il suo avversario democratico era la popolare first lady uscente Hillary Clinton, che lo sconfisse con un largo margine di scarto.
Per i successivi dieci anni Lazio rimase lontano dalla scena politica, fino a quando nel 2010 si candidò alla carica di governatore dello stato di New York. Nonostante il sostegno ufficiale del Partito Repubblicano, Lazio perse le primarie contro il candidato Tea Party Carl Paladino. Poco dopo ottenne la nomination dal Partito Conservatore dello stato di New York, ma decise di ritirare la propria candidatura e di non concorrere più alle elezioni, che vennero poi vinte dal democratico Andrew Cuomo.